# 五木村議会
五木村議会（いつきむらぎかい）は、熊本県五木村の地方議会である。

## 概説
村議会は、五木村の最高議決機関であり、定数は8名となっている。村政を運営するにあたり、各種の事業やそれに必要な予算、条例などについて議決を行う。また、国会及び関係省庁に意見書の提出や村民からの請願や陳情の審査、採決を行い、村政に反映させるべく執行機関への付託をする役割を担う。

## 構成
- 定数：8人
- 任期：4年
- 議長：岡本精二
- 副議長：中村俊也

### 本会議
本議会は議員全員で行われる。定例会と臨時会があり、定例会は年に4回（3月、6月、9月、12月）開催される。

### 委員会
本議会に先立ち専門的な審査を行うために常任委員会と特別委員会が設けられている。そのほかに議会運営全般にかかわることを協議するための議会運営委員会が設けられている。
- 総務常任委員会
- 経済常任委員会
- 議会運営委員会
- 広報委員会
- 川辺川ダム対策調査特別委員会

## 歴代議長
特記なき場合は「五木村誌」による。
| 代 | 氏名     | 就任          | 退任          | 備考  |
| -- | -------- | ------------- | ------------- | ----- |
| 初 | 土屋永人 | 1947年5月16日 | 1951年4月30日 |       |
| 2  | 田山岩男 | 1951年5月17日 | 1955年4月30日 |       |
| 3  | 川辺安喜 | 1955年5月15日 | 1959年4月30日 |       |
| 4  | 土肥政人 | 1959年5月18日 | 1963年4月30日 |       |
| 5  | 西村茂   | 1963年5月17日 | 1965年4月28日 |       |
| 6  | 川辺安喜 | 1965年4月29日 | 1967年4月30日 |       |
| 7  | 土肥忍   | 1967年5月12日 |               |       |
|    |          |               |               |       |
| 21 | 西村久徳 | 2013年        | 2017年        | [ 3 ] |
| 22 | 岡本正   | 2017年        | 2021年        | [ 4 ] |
| 23 | 岡本精二 | 2021年        |               | [ 5 ] |

## 議員報酬と諸手当
| 役職   | 報酬           |
| ------ | -------------- |
| 議長   | 月額 284,000円 |
| 副議長 | 月額 234,000円 |
| 議員   | 月額 213,000円 |